# ジェーン・サザーランド
ジェーン・サザーランド（1853年12月26日 - 1928年7月25日）はオーストラリアの風景画家で、印象派の影響を受けた「ハイデルバーグ派」の画家の一人とされる。オーストラリアにおける女性画家の先駆けの一人となった。

## 略歴
父親はスコットランドのグラスゴーで働いていた木彫職人で、兄弟には教育者になったアレキサンダー(Alexander Sutherland :1852-1902) 、ジャーナリストになったジョージ(George Sutherland:1855-1905) 、物理学者となったウィリアム(William Sutherland: 1859-1911) がいる。1864年に家族はシドニーに移住し、1870年にメルボルンに移った。サザーランドの家族はメルボルンでも進歩的、文化的な考えをもつ家族として知られるようになり、サザーランドが女性であっても芸術家の道に進もうとすることも家族によって支援されることになった。
メルボルンのビクトリア国立美術館(ナショナル・ギャラリー)付属の美術学校で、メイ・ヴェールやクララ・サザンといった女性たちとともに学んだ。1878年から美術学校の展覧会やオーストラリア芸術家協会の展覧会に出展した。
1888年にクララ・サザンとメルボルンに共同でスタジオを開き、このスタジオにはトム・ロバーツやジェーン・プライスといった「ハイデルバーグ派」の画家が集まる場所となった  。メルボルンで1889年に開かれた「9×5印象派展」(9 by 5 Impression Exhibition）には「ハイデルバーグ派」の指導的な画家たちが出展し、オーストラリアの印象派の活動に関して歴史的な展覧会であったが、サザンとサザーランドが提出した作品は展示されなかった。それが女性差別によるものか、作品のスタイルが主催者の趣旨に合わなかったせいなのかは、美術史家の間で論議が続いている。
主に風景画を描いた。
1900年代初めに脳卒中を患い、移動に弟のウィリアムの助けを受けなければならなくなったが、絵画制作や美術教師の仕事を続けた。病気により大きな作品は描けなくなり、1911年に弟が亡くなった後は、芸術活動からの引退を余儀なくされた。メルボルンで亡くなった。
弟のウィリアムの娘、ルース・サザーランドは画家になり、マーガレット・サザーランドは作曲家になった。

## 作品

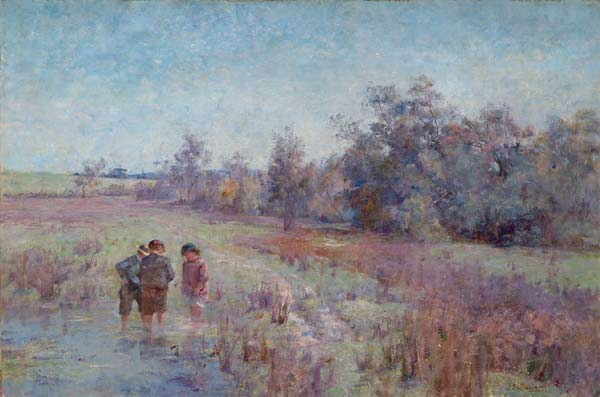
Field Naturalists
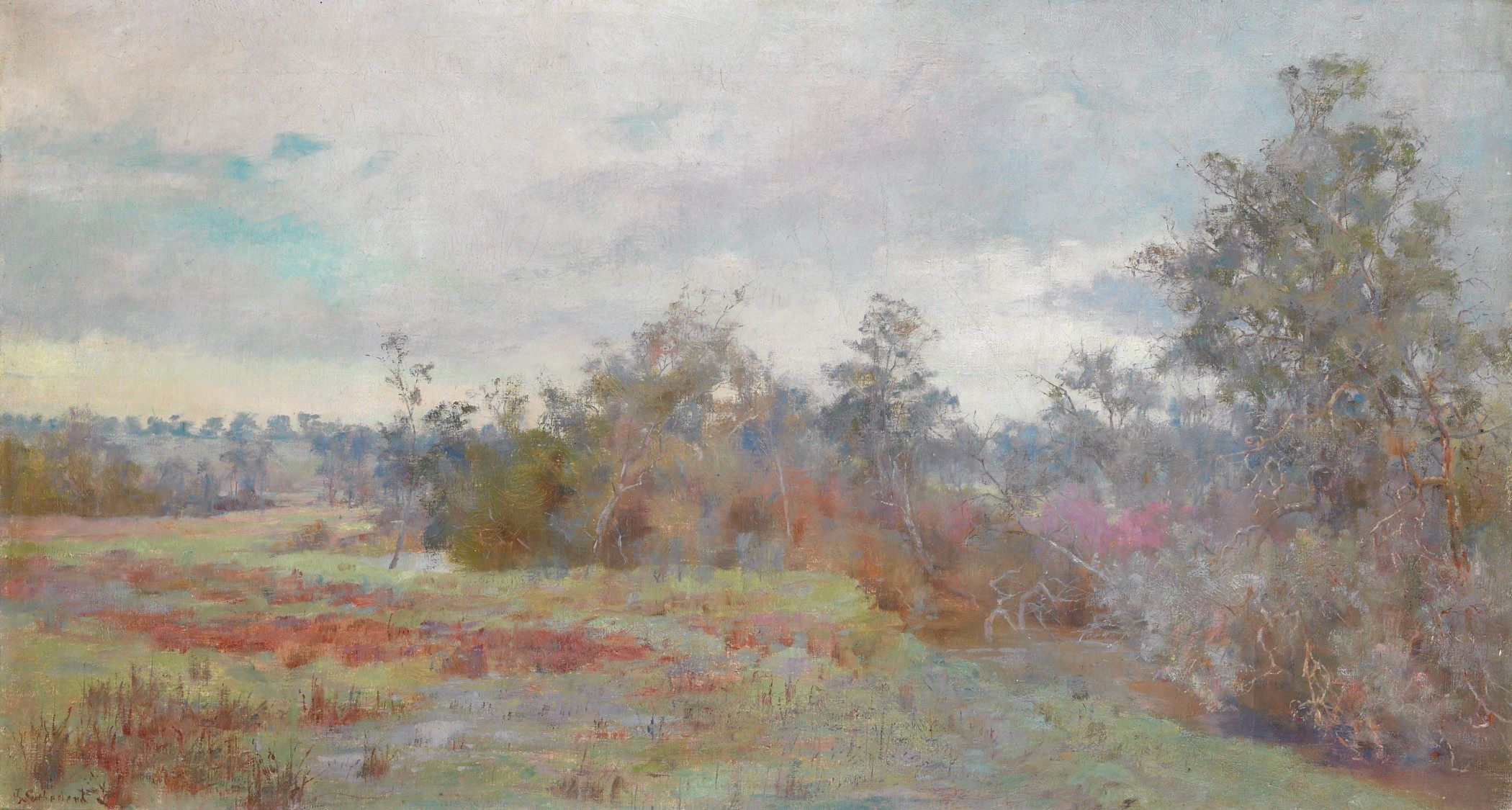
After Autumn Rain
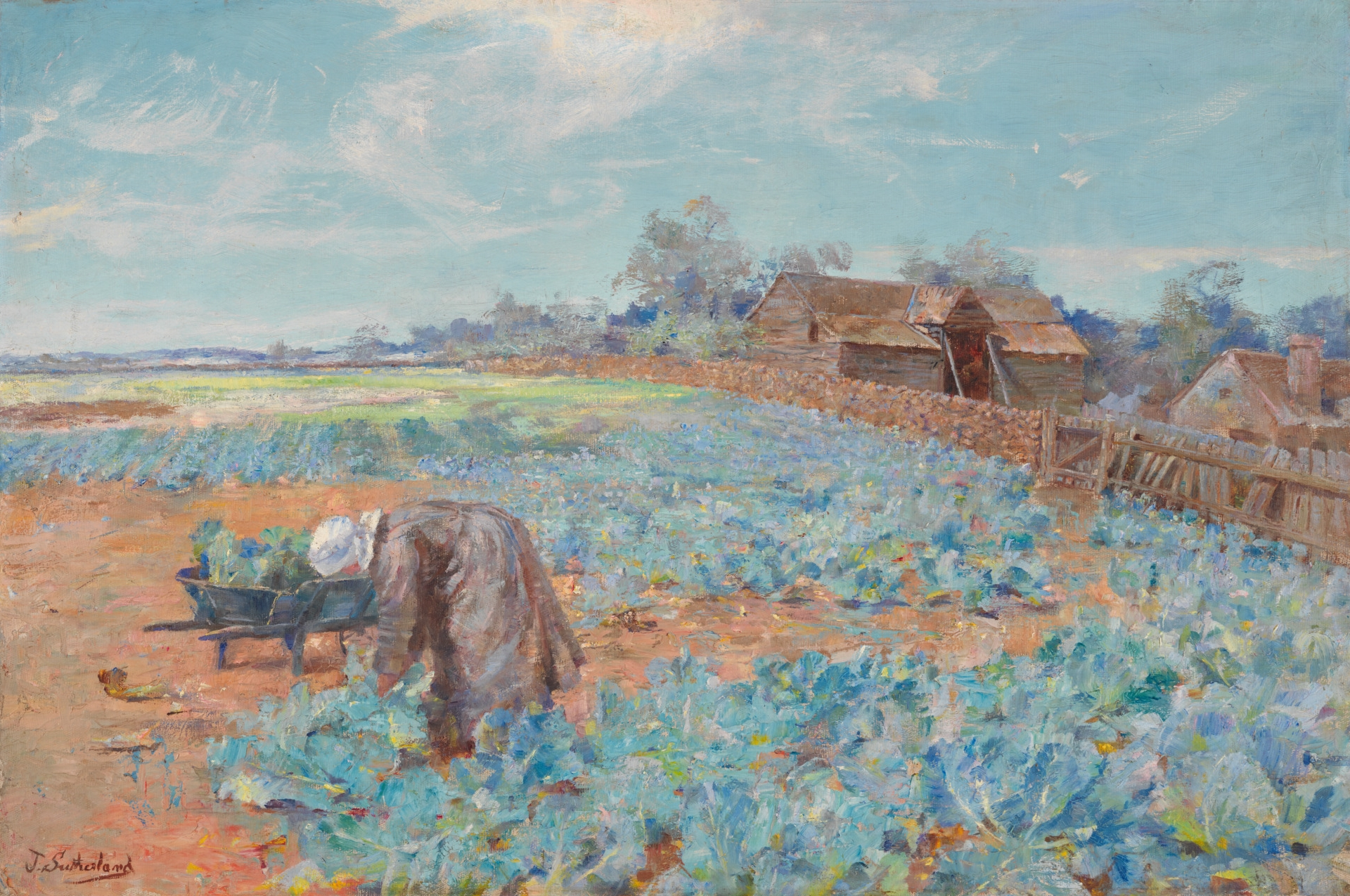
A Cabbage Garden